# Les femmes naissent deux fois
Pour plus de détails, voir Fiche technique et Distribution.
Les femmes naissent deux fois (女は二度生れる, Onna wa nido umareru) est un film japonais réalisé par Yūzō Kawashima et sorti en 1961.

## Fiche technique
- Titre : Les femmes naissent deux fois[1]
- Titre original : 女は二度生れる (Onna wa nido umareru?)
- Réalisation : Yūzō Kawashima
  - Assistant-réalisateur : Noriaki Yuasa
- Scénario : Toshirō Ide (ja) et Yūzō Kawashima, d'après le roman Koen nikki (小えん日記?, litt. « Le Journal de Koen ») de Tsuneo Tomita
- Musique : Sei Ikeno
- Photographie : Hiroshi Murai
- Décors : Toshirō Ide (ja)
- Montage : Tatsuji Nakashizu
- Société de production : Daiei
- Pays de production :  Japon
- Langue originale : japonais
- Format : couleur — 2,35:1 — 35 mm — son mono[2]
- Genre : drame
- Durée : 99 minutes[3]
- Dates de sortie :
  - Japon : 28 juillet 1961[3]

## Distribution
- Ayako Wakao : Koen / Tomoko Isobe
- Jun Fujimaki (ja) : Jun'ichiro Maki
- Kyū Sazanka (ja) : Yajima
- Frankie Sakai : Fumio Nozaki
- Sō Yamamura : Kiyomasa Tsutsui
- Hisano Yamaoka (ja) : Keiko Tsutsui, sa femme
- Michiko Takano : Toshiko Tsutsui, sa fille
- Kuniichi Takami (ja) : Kohei Izumiyama
- Chieko Murata (ja) : « Mama-san », la gérante de la maison de geisha
- Fumiko Murata (ja) : Otaka
- Mayumi Kurata (ja) : Ginko, une geisha
- Kazuko Yamanaka : Kimiyo, une geisha
- Mariko Miho : Tsuruko, une geisha
- Masako Arisawa (ja) (créditée sous le nom de Keiko Yamauchi)
- Sachiko Meguro (ja)
- Yūko Yashio : Momochiyo / Harumi
- Mantarō Ushio (ja) : Sakurada
- Kyōko Enami : Satoko
- Shizuo Chūjō (ja)
- Kichijirō Ueda : Igaya
- Tsūsai Sugahara (ja)
- Tsutomu Nakata (ja) : marchand de tissu de kimono
- Kenji Ōyama : un directeur
- Tazuko Niki (ja) : la femme de Nozaki

## Distinctions
- Prix Blue Ribbon 1962 : meilleure actrice pour Ayako Wakao (conjointement pour ses interprétations dans Confessions d'une épouse et L'Âge du mariage)[4],[5]
- Prix Kinema Junpō 1962 : meilleure actrice pour Ayako Wakao (conjointement pour son interprétation dans Confessions d'une épouse)[6],[7]